# Vigna prainiana
Vigna prainiana là một loài thực vật có hoa trong họ Đậu. Loài này được Babu & S.K.Sharma miêu tả khoa học đầu tiên.